# روبرت كوليسكوت
كان روبرت إتش. كوليسكوت (من مواليد 26 أغسطس عام 1925 وتوفي في 4 يونيو من عام 2009) رسامًا أمريكيًا معروفًا بالرسومات الساخرة، وباللوحات التي تحوي على العديد من الشخصيات، وغالبًا ما كان يعبر عن أفكاره، الكوميدية أو الحادة أو المريرة، المتمحورة حول كونه أمريكيًا من أصل أفريقي في رسوماته. درس كوليسكوت مع فرناند ليجيه في باريس، وعُرضت أعماله في أشهر المتاحف والمعارض العامة، من بينها معرض ألبرايت نوكس للفنون، ومتحف الفن الحديث في نيويورك، ومعرض كوركوران للفنون في العاصمة الأمريكية واشنطن، ومتحف سان فرانسيسكو للفن الحديث، ومتحف الفنون الجميلة في بوسطن، ومتحف هيرشهورن وحديقة النحت، ومتحف بالتيمور للفن.

## سيرته الذاتية
تطور عند كوليسكوت حبًا عميقًا للموسيقى في عمر مبكر. كانت والدته عازفة بيانو، أما والده فقد كان عازف كمان متخصص بموسيقى الجاز والموسيقى الكلاسيكية. انتقلت العائلة من مدينة نيو أورلينز بولاية لويزيانا الأمريكية إلى مدينة أوكلاند بولاية كاليفورنيا حيث وُلد كوليسكوت سنة 1925. بدأ روبرت العزف على الطبل في سن مبكرة، وفكر جديًا باتخاذ هذه المهنة كمصدر رزق له، قبل أن يستقر أخيرًا على مهنة الرسم. كان النحات سارجينت كلود صديقًا لعائلة كوليسكوت، وكان روبرت الشاب يعتبره قدوة له في حياته. كان كوليسكوت على صلة بنهضة هارلم وبالأعمال الفنية المعنية بالتجربة الأمريكية الأفريقية. في عام 1940، شاهد كوليسكوت رسام الجداريات المكسيكي دييجو ريفيرا أثناء عمله على إحدى لوحاته الجدارية في معرض جولدن جيت الدولي في جزيرة الكنز بالقرب من مدينة سان فرانسيسكو. مضى كوليسكوت في عمله الذي يهدف لفهم واستيعاب القوانين التاريخية للفنون الغربية، واستكشاف فنون أفريقيا وغينيا الجديدة. كان كوليسكوت دائمًا على دراية كاملة بما يجري في عالم الفن المعاصر. مع ذلك، ظلت تجارب كوليسكوت هذه تجارب اختبارية. 
في الفترة التي كان فيها فنانًا ناشئًا، جُند روبرت كوليسكوت في الجيش الأمريكي في عام 1942، وخدم في أوروبا حتى نهاية الحرب العالمية الثانية. انتقل أثناء خدمته إلى باريس، التي كانت في تلك الفترة عاصمة عالم الفن، ومدينةً مناسبة للفنانين الأمريكيين من أصول أفريقية. التحق كوليسكوت، بعد عودته إلى الولايات المتحدة، بجامعة كاليفورنيا في بيركلي، وحصل، في عام 1949، على شهادة البكالوريوس في فن الرسم والتصوير. انتقل في العام التالي إلى باريس، حيث درس مع الفنان الفرنسي فرناند ليجيه، وعاد بعدها إلى جامعة كاليفورنيا حيث حصل على شهادة الماجستير في عام 1952.

## مهنة التدريس
كالعديد من فناني جيله، حافظ كوليسكوت على وظيفة في مجال التدريس بالتوازي مع عمله كرسام. انتقل، بعد تخرجه من جامعة كاليفورنيا في بركلي، إلى إقليم الشمال الغربي الهادئ حيث عمل كمدرس بين عامي 1957 و 1966. في عام 1964، حصل كوليسكوت على إجازة من العمل ليتفرغ للمنحة الدراسية التي حصل عليها من مركز الأبحاث الأمريكي في العاصمة المصرية، القاهرة. عاد كوليسكوت بعدها إلى بورتلاند، وبقي فيها لمدة عام واحد، عاد بعدها إلى مصر ليعمل كأستاذ زائر في الجامعة الأمريكية في القاهرة بين عامي 1966 و 1967. عندما اندلعت الحرب، انتقل كوليسكوت مع عائلته (زوجته آنذاك، سالي دينيت، وابنهما، دينيت كوليسكوت، المولود في مدينة بورتلاند بولاية أوريغون الأمريكية عام 1963) إلى باريس، وبقي فيها لثلاث سنوات. عادت العائلة إلى كاليفورنيا عام 1970، وقضى كوليسكوت السنوات الخمس عشرة التالية بالعمل في مجال الرسم وتدريس الفنون في جامعة كاليفورنيا الولائية بمقطاعة ستانيسلوس، وفي جامعة كاليفورنيا (بركلي)، وفي معهد الفنون في سان فرانسيسكو. قَبِل كوليسكوت منصب أستاذ زائر في جامعة أريزونا في مدينة توسان بولاية أريزونا عام 1983، وانضم إلى طاقم مدرسيها الدائمين عام 1985، وأصبح في عام 1990 أول عضو هيئة تدريسية في قسم الفنون في الجامعة يحصل على لقب «أستاذ وصيّ».